# Saga Gull-Þóris

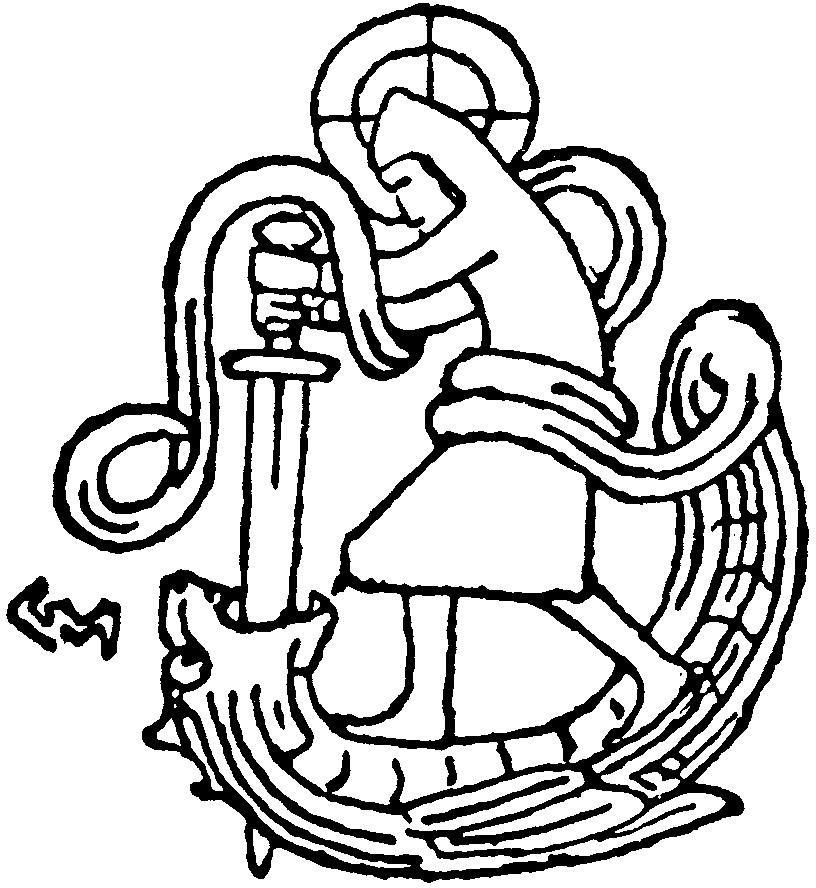
De acordo com a Saga Gull-Þóris, o protagonista conquista o tesouro dos dragões. Ilustração da Saga separada de San Olaf, por Gerhard Munthe. Edição de 1899, Heimskringla.

A Saga Gull-Þóris (também conhecida como saga Þorskfirðinga) é uma saga islandesa do século XIV e das últimas escrituras de finais do período das sagas da Islândia, em nórdico antigo. O argumento narra a história de um colonizador chamado Þórir Oddsson e o seu pai, Oddi skrauta, que chegam à Islândia e fundam um assentamento em Þorskafjörður. Þórir marcha para a guerra e adquire fortuna em Finnmark que compartilha com o seu vizinho Hall, no entanto, posteriormente, surgem desentendimentos e disputas. Uma das peculiaridades da saga é a aparição de dragões, criaturas que guardavam um tesouro de ouro numa caverna a norte de Dumbshaf (Mar do Gigante), que Þórir acaba por ser capaz de se apoderar. Os dragões foram outrora víquingues e a saga menciona que o próprio Þórir se converteu em serpente e levou consigo os cofres de ouro até Gullfoss em Þorskafjörður.